# 2291 Kevo
2291 Kevo este un asteroid din centura principală, descoperit pe 19 martie 1941 de Liisi Oterma.